# Malu cu Flori
Malu cu Flori é uma comuna romena localizada no distrito de Dâmboviţa, na região de Muntênia. A comuna possui uma área de 22.71 km² e sua população era de 2552 habitantes segundo o censo de 2007.